# Hei de Vencer
Pour plus de détails, voir Fiche technique et Distribution.
Hei de Vencer est un film muet brésilien réalisé par Luiz de Barros, sorti en 1924.

## Fiche technique
- Titre : Hei de Vencer
- Réalisation : Luiz de Barros
- Scénario : Antonio Tibiriçá et Luiz de Barros
- Photographie : Paulino Botelho et Luiz de Barros
- Montage : Luiz de Barros
- Production : Luiz de Barros et Antonio Tibiriçá
- Société de production : Guanabara Filmes et Pátria Filme
- Pays :  Brésil
- Genre : Drame
- Durée : 90 minutes
- Dates de sortie : 
  -  Brésil : 1924

## Distribution
- Antonio Sorrentino : Ernesto Guimarães
- Manuel F. Araujo : Jaime Fonseca
- Laura Munken : Alice
- Adolfo Nery : Guilherme Luiz
- Antonio Tibiriçá : Alberto Junqueira (Paulo Sullis)
- Célia Cunha : amoureuse de Jaime
- Perle Fabry : Gaby les Fleurs
- Georgette de Lys : Alda Moreira
- César Bresciani
- Reynaldo Gonçalves
- Anésia Pinheiro Machado
- Aldo Rine
- João Robba